# 봉의산
봉의산(鳳儀山)은 대한민국 강원특별자치도 춘천시 소양동에 있는 높이 301.5m의 산이다. 춘천의 진산(鎭山)으로 알려져 있다.

## 위치
춘천의 진산인 봉의산은 춘천분지 중앙에 우뚝 솟은 잔구(殘丘)로 해발고도가 301.5m이다. 춘천분지는 북쪽의 오봉산(779m), 서쪽의 삼악산(654m), 동쪽의 대룡산(899.4m), 남쪽의 금병산(652.2m)으로 둘러싸인 타원형 분지이다. 분지에는 낮은 구릉지들이 잔구로 남아 있다. 춘천분지에는 북한강과 소양강을 따라 충적지가 넓게 펼쳐져 있다. 의암댐의 건설로 일부 충적지가 수몰되었으나 아직도 소양강 북안의 우두벌, 의암호의 중도 같은 넓은 충적지가 남아 있다. 산 정상에는 봉수대가 있고, 산의 8부 능선에는 가파른 지형을 이용해 축성한 봉의산성이 있다. 또한 북쪽 산마루에는 소양정이 있고, 산중턱에는 석기시대의 동굴유적이 있다. 봉의산은 경치가 좋고 정상 부근에 체육시설이 있어 많은 주민들이 찾고 있다.

## 지명 유래
산의 모습이 마치 상서로운 봉황(鳳凰)이 나래를 펴고 위의(威儀)를 갖춘 것 같다는 전설과 산의 형상이 현재의 춘천시 퇴계동과 온의동 방면에서 보았을 때 마치 봉황새가 알을 품고 있는 듯한 형상이라고 하여 유래하였다고 전한다.

## 현황
강원지역의 템플스테이로 알려져 있는 삼운사는 대한불교천태종 구인사의 지부가 있는 말사로 춘천의 준봉인 봉의산 아래 자리하고 있다. 바로 옆에는 한림대학교가 자리잡고 있으며 아래로는 강원도청, 춘천시청이 자라잡고 있다. 전통시장이 열리는 신북면을 포함하여 봉의리에는 중앙에 관제라는 저수지가 있고 북쪽에 봉의산이 있다. 영동, 사산, 신사 등의 자연마을이 있다. 봉의산 밑에 위치하고 있어서 봉의리라는 이름이 붙여졌다. 신사라는 마을에는 어느날 풍수지리에 밝은 스님 한분이 이곳을 지나다가 좋은 터라 여기고 근처에 절을 지어 용봉사라 이름지었다.

## 같이 보기
- 춘천 봉의산성
- 한국의 산